# Елисеев, Григорий Захарович
Григо́рий Заха́рович Елисе́ев (25 января [6 февраля] 1821, Томская губерния — 18 [30] января 1891, Санкт-Петербург) — русский журналист и публицист.

## Биография
Сын сельского священника, родился 25 января (6 февраля) 1821 года в селе Голопупово (ныне — Венгерово) Каинского округа Томской губрении. В девять лет осиротел.
Окончил духовное училище, Тобольскую духовную семинарию, 1844 году — Московскую духовную академию. Был бакалавром, а с декабря 1849 года — экстраординарным профессором Казанской духовной академии; преподавал историю, древнееврейский и немецкий языки, каноническое право. Изучал историю монастырей и приходов в Казанском крае. Автор «Жизнеописаний святителей: Гурия, Германа и Варсонофия, казанских и свияжских чудотворцев» (1847), «Краткого исторического сказания о чудотворных иконах: Казанской, Седмиозерной, Раифской и Мироносицкой» (1849). В 1850 году по поручению Синода занялся историко-статистическим описанием Казанской епархии (завершённый в 1853 году 1-й том труда «История распространения христианства в крае Казанском» остался в рукописи).
Под влиянием статей В. Г. Белинского и А. И. Герцена изменил мировоззрение и в 1850 году вышел из духовного звания, а в 1854 году покинул академию.
Служил омским (1854—1856) и тарским (1856—1858) окружным начальником, советником губернского правления в Тобольске. В 1858 году вышел в отставку и переехал в Санкт-Петербург, где занимался журналистской и публицистической деятельностью. После успешного дебюта в журнале «Современник» статьёй «О Сибири» (1858, № 12; под псевдонимом Грыцько) сблизился с Н. Г. Чернышевским. Последующий статьи в «Современнике»: «Уголовные преступники» (1860, № 1) и другие доставили ему литературную известность. В 1859—1863 годах вместе с В. С. Курочкиным и Н. А. Степановым он редактировал сатирический журнал «Искра». С 1861 года вёл в «Современнике» «Внутреннее обозрение», а после ареста Чернышевского стал членом редакции (1863—1866). В 1861—1862 годах был старшиной петербургского «Шахматного клуба», членом ЦК тайного общества «Земля и воля». В 1862 году был редактором журнала «Век», в 1863 — газеты «Очерки». В апреле 1866 года арестован по делу Каракозова и до 1882 был под надзором полиции. С 1868 года вместе с Н. А. Некрасовым, М. Е. Салтыковым-Щедриным, а позднее и с Н. К. Михайловским редактировал «Отечественные записки», где опубликовал статьи: «Крестьянский вопрос» (1868, № 3), «Теория социального вопроса» (1872, № 2), «Крестьянская реформа» (1874, № 1, 2) и др., а также вёл ежемесячное «Внутреннее обозрение» (1875—1881).
В литературно-критических выступлениях пропагандировал взгляды В. Г. Белинского, Н. Г. Чернышевского, Н. А. Добролюбова. Упрощённо толковал сложные литературные явления. Некоторые факты биографии Елисеева были полемически пародийно обыграны Достоевским в записных тетрадях 1876—1877 гг. к «Дневнику писателя» 1876 года и в характеристике «семинариста-нигилиста» Ракитина в романе «Братья Карамазовы». Идеологически Елисеев был также спародирован в образе Шигалева в «Бесах»
Его взгляды стали одним из идейных истоков народничества. Он считал общину основой будущего демократического строя России, высказал идею о социалистических инстинктах русского мужика (передовая статья в журнале «Век»: 1862, № 7—8), полагал, что общинный строй, минуя капитализм, мирным путем приведет к социализму. В 1875 году Достоевский резко отрицательно отозвался на статью Елисеева («Отечественные записки»,1875, № 12) о причинах ухода семинаристов в университеты и лицеи, в которой он предлагал готовить священников двух типов: для исполнения церковной службы и для просветительской деятельности. В 1876 году в письме жене из-за границы Достоевский писал о Елисееве: «старый „отрицатель“ ничему не верит, на все вопросы и споры, и главное, совершенно семинарское самодовольство свысока…».
Журналистскую деятельность прекратил в 1881 году; до 1885 года жил за границей. Статьи Елисеева печатались преимущественно анонимно. Подготовленный Н. К. Михайловским в 1894 году, при участии К. Т. Солдатёнкова, первый том «Сочинений» Елисеева был ликвидирован по постановлению Комитета министров от 11 октября 1894 года.
Скончался 18 (30) января 1891 года. Похоронен в Санкт-Петербурге на Литераторских мостках Волковского кладбища. Автором бюста является скульптор, а впоследствии золотопромышленник и меценат К. М. Сибиряков.
Всё своё состояние, свыше 50 тыс. рублей, завещал Литературному фонду, который в 1876 году резко критиковал в «Отечественных Записках», однако затем, ближе ознакомившись с его деятельностью, переменил свою точку зрения.

## Адреса в Санкт-Петербурге
1878 год — доходный дом — Надеждинская улица, 18, кв. 4.